# Ернст (маркграф Баден-Дурлаху)
Ернст I (нім. Ernst I. von Baden-Durlach; 7 жовтня 1482 — 6 лютого 1553)— 1-й маркграф Баден-Дурлаху в 1533—1553 роках. Сприяв поширенню Реформації у своїх володіннях.

## Життєпис
Походив з династії Церінгенів. Сьомий син Христофа I, маркграфа Бадену, та Отілії фон Катценельнбоген. Народився 1482 року в Пфорцгаймі. Разом з іншими молодшими братами його було обрано церковну кар'єру. 1496 року стає генеральним вікарієм Шпаєрської єпархії. Проте не мав схильності до духовної діяльності. Тому поступив до війська Габсбургів.
1509 року у складі військ імператора Максиміліана I брав участь у війні Камбрейської ліги проти Венеційської республіки. 1510 року одружився з представницеюдинастії Гогенцоллернів.
1511 року активно протистояв наміру батька передати усі володіння свому старшому синові Філіппу. 1515 року разом з Філіппом та іншим братом Бернгардом відсторонили батька, встановивши контроль над маркграфством. 1516 року закріплений намісником Оберланді. Своєю резиденцією обрав замок Зульцбург. 1517 року видав земельні правила для своїх васалів. 1518 року разом з братом Філіппом запроторив батька до замку, відсторонивши від справ, оскльіки в того погіршилася психічна хвороба. Того ж року помирає дружина Ернста. Невдовзі він одружився вдруге.
1522 року Ернст надав притулок протестанському проповідникові Якобу Оттеру. 1524 року з початком Селянської війни виступив на захист монастиря Св. Трудперта в Брайсгау. 1525 року розпочав перемовини з очільниками селян та дрібного лицарства, намагаючись досягти компромісу в прийнятті Дванадцяти статей. Втім зрештою селянські ватажки закликали до загального виступу. Ернст вимушений був тікати до Фрайбургу, звідки переїхав до Страсбургу. Ситуація змінилася після перемог на селянами військ Швабської ліги та Антуана, герцога Лотарингії. За цих обставин за посередництва магистратів Базелю і Страсбургу Ернст розпочав в Оффенбазі нові перемовини з селянськими ватажками. Зрештою досягнуто угоди, за якою селяни припиняють виступи, їм оголошено амністію та зменшено податки, Ернст отримав компенсацію за знищення свого майна. Втім 1526 року Ернст наказав стратити 14 затятих ватажків.
1527 року після смерті батька офіційно став маркграфом. Проводив обережну політику стосовно відносин з Фердинандом Габсбургом, який отримав Вюртемберг. Частково підтримував прихильників Ульріха, колишнього герцога Вюртембергу.
1530 року брав участь в Аугсбурзькому рейхстазі, де намагався виступити посередником між протестанськими князями та імператором Карлом V, проте марно. На рейхстазі отримав підтвердження свого титулу маркграфа Баден-Обербадену. 1532 року разом з братом Філіппом I брав участь в складі імперської армії у війні проти Османської імперії. 1533 року після смерті Філіппа I разом з братом Бернгардом III здійснив новий поділ Бадену, отримавши землі з містами Пфорцгайм і Дурлах. 1535 року переносить столицю до Пфорцгайму (звідси став йменуватися маркграфом Баден-Пфорцгайм). 1536 року після смерті брата Бернграда III намагався стати регентом над небожами Філібертом і Христофом, втім невдало.
Останні роки займався розбудовою своїх володінь. Водночас підтримував протестанських проповідників, проте сам не переходив до лютеранства. Помер 1553 року в Зульцбурзі. Йому спадкував син Бернгард IV.

## Родина
1. Дружина — Єлизавета, донька Фрідріха V Гогенцоллерна, маркграфаБранденбург-Ансбаху
Діти:
- Альбрехт (1511—1542)
- Анна (1512—1579), дружина графа Карла I Гогенцоллерна
- Амалія (1513—1594), дружина графа Фрідріха II фон Левенштайна
- Марія Якоба (1514—1592), дружина графа Вольфганга II фон Барбі
- Марія Клеофа (1515—1580), дружина графа Вільгельма фон Зульца
- Єлизавета (1516—1568), дружина графа Габріеля фон Саламанка-Ортенбурга; 2) графа Конрада II фон Кастеля
- Бернгард (1517—1553), 2-й маркграф Баден-Пфорцгайму

2. Дружина — Урсула, донька Вольфа фон Розенфельда, солтиса міста Розенфельд
Діти:
- Маргарита (1519—1571), дружина графа Вольфганга II фон Еттінген
- Саломія (д/н—1559), дружина графа Владислава фон Хага
- Карл (1529—1577), 3-й маркграф Баден-Пфорцгайму (перейменований на Баден-Дурлах)

3. Дружина — Анна Бомбаст фон Гогенгайм
дітей не було